# Caridina alba
Caridina alba is een garnalensoort uit de familie van de Atyidae. De wetenschappelijke naam van de soort is voor het eerst geldig gepubliceerd in 2010 door J. Li & S. Li.